# Fotbal Club Unirea Voluntari Urziceni 2009-2010
Questa pagina raccoglie i dati riguardanti il Fotbal Club Unirea Voluntari Urziceni nelle competizioni ufficiali della stagione 2009-2010.

## Rosa
| N. |                       | Ruolo | Calciatore                |
| -- | --------------------- | ----- | ------------------------- |
| 1  | Lituania (bandiera)   | P     | Giedrius Arlauskis        |
| 4  | Serbia (bandiera)     | D     | Ersin Mehmedović          |
| 5  | Romania (bandiera)    | C     | Dinu Todoran              |
| 6  | Romania (bandiera)    | D     | George Galamaz (capitano) |
| 7  | Romania (bandiera)    | A     | Marius Bilașco            |
| 8  | Romania (bandiera)    | C     | Sorin Paraschiv           |
| 9  | Romania (bandiera)    | C     | Dacian Varga              |
| 10 | Romania (bandiera)    | C     | Răzvan Pădurețu           |
| 11 | Romania (bandiera)    | A     | Marius Onofraș            |
| 14 | Romania (bandiera)    | A     | Raul Rusescu              |
| 15 | Romania (bandiera)    | A     | Cristian Dănălache        |
| 16 | Romania (bandiera)    | C     | Epaminonda Nicu           |
| 17 | Portogallo (bandiera) | A     | António Semedo            |

| N. |                          | Ruolo | Calciatore               |
| -- | ------------------------ | ----- | ------------------------ |
| 18 | Brasile (bandiera)       | C     | Ricardo Gomes            |
| 19 | Argentina (bandiera)     | D     | Pablo Brandán            |
| 20 | Romania (bandiera)       | C     | Laurențiu Marinescu      |
| 21 | Romania (bandiera)       | C     | Tiberiu Bălan            |
| 22 | Guinea-Bissau (bandiera) | D     | Bruno Nandinga Fernandes |
| 23 | Romania (bandiera)       | D     | Valeriu Bordeanu         |
| 24 | Romania (bandiera)       | D     | Vasile Maftei            |
| 29 | Romania (bandiera)       | D     | Daniel Munteanu          |
| 30 | Romania (bandiera)       | C     | Sorin Frunză             |
| 32 | Romania (bandiera)       | C     | Iulian Apostol           |
| 74 | Romania (bandiera)       | P     | Daniel Tudor             |
| 77 | Romania (bandiera)       | P     | Catalin Grigore          |